# Кабир Беди
Кабир Беди (Лахор, 16. јануар 1946) јесте индијски глумац. Он је изградио успешну каријеру у Индији, Италији и САД.
У Европи је најпознатији по главној улози у италијанској мини-серији Сандокан (1976) и њеним наставцима, док је у САД најпознатији по улози Гобинде, непријатеља Џемса Бонда у филму Октопуси (1983).
Кабир Беди је и данас популаран у Италији и течно говори италијански језик. 
Живи у Мумбају, у Индији.